# Delochilocoris
Delochilocoris är ett släkte av insekter. Delochilocoris ingår i familjen Rhyparochromidae.
Kladogram enligt Catalogue of Life:
| Delochilocoris | \| \| Delochilocoris caliginosus \| \| \| \| \| \| Delochilocoris illuminatus \| \| \| \| |
|                | \| \| Delochilocoris caliginosus \| \| \| \| \| \| Delochilocoris illuminatus \| \| \| \| |
|                | Delochilocoris caliginosus                                                                |
|                |                                                                                           |
|                | Delochilocoris illuminatus                                                                |
|                |                                                                                           |